# Academia Militar de la Guardia Nacional Bolivariana
La Academia Militar de la Guardia Nacional Bolivariana (AMGNB) es un centro de formación militar de educación Superior de Venezuela, cuya sede está ubicada en el Fuerte Tiuna, en la ciudad de Caracas, Distrito Capital y es una de las siete Academias que integran la Universidad Militar Bolivariana de Venezuela (UMBV). La Academia Militar de la Guardia Nacional Bolivariana, es la alma mater del componente Guardia Nacional Bolivariana de la Fuerza Armada Nacional Bolivariana (FANB), dentro de la UMBV. 
Conocida anteriormente como Escuela de Formación de Oficiales de las Fuerzas Armadas de Cooperación (EFOFAC), tiene una amplia trayectoria en Venezuela, en lo que se refiere a educación Militar y formación de Oficiales de Comando.

## Reseña histórica
En Venezuela, durante los años 30, existía la necesidad de crear un organismo de seguridad centralizado que resguardara internamente la nación, por lo que el entonces presidente de la nación Eleazar López Contreras decide crear una institución que cumpliera funciones de guardia civil, creando así según Decreto del 17 de septiembre de 1936, la Escuela de Policía e Investigación, en esta Escuela se comenzaron a formar los primeros alumnos que cursarían, las dos especialidades que se impartirían en esa escuela, una población de 100 alumnos para el Curso de Guardia Nacional, y una de 36 alumnos para el Curso de Investigación. Este primer instituto era dependiente del despacho de Relaciones Interiores y del despacho de Guerra y Marina, dicha escuela fue inaugurada el 28 de octubre de 1936 en la Quinta llamada "Villa Zoila", la cual funcionó como residencia presidencial del General Cipriano Castro desde 1908 hasta 1921, y que en ese momento funcionaba como sede de una escuela de enfermería. Luego por decreto presidencial de fecha 4 de agosto de 1937, fue creado el Servicio Nacional de Seguridad y Extranjeros, este cuerpo fue fusionado con la Policía de Investigación, quedando ambos conformados en un solo cuerpo, este cuerpo más adelante le daría vida a lo que se conocería más tarde en 1938 como Guardia Nacional. El Primer Curso de Guardias Nacionales y de Agentes de Investigación concluyó el 19 de septiembre de 1937, luego de diez meses de actividad académica. Posteriormente la escuela sigue funcionando en el mismo lugar, pero toma el nombre de Escuela de Guardia Civil y de Investigación. El 18 de diciembre de 1938, egresó el primer curso de oficiales de la Guardia Civil y de Investigación, integrado por un grupo de 12 a quienes se les conoce como los doce apóstoles.
En el año de 1941, la Escuela de Guardia Civil y de Investigación fue reformada, y se convirtió en la Escuela de Formación de Guardias Nacionales, esta institución cambiaría el esquema de policía, y comienza a tener carácter estrictamente militar, cumpliendo funciones de mantenimiento, de seguridad, así como orden y vigilancia del cumplimiento de las leyes de carácter general. El 7 de enero de 1948 la Escuela de Guardia Nacional cambió de nombre, y pasa a llamarse Centro de Instrucción de las Fuerzas Armadas de Cooperación (CIFAC) por orden presidencial, este centro tenía a su cargo la Escuela de Formación de Oficiales de la Guardia Nacional, y seguía funcionando en la misma sede "Villa Zoila".
El 3 de agosto de 1954 según resolución N° 469, es clausurada la Escuela de Formación de Guardias Nacionales y se crea la Escuela de Formación de Oficiales de las Fuerzas Armadas de Cooperación (EFOFAC), su sede es trasladada a Caricuao, hasta que en el año 1959 se procedió a su instalación en su sede actual ubicada en el Fuerte Tiuna, sede del antiguo edificio de la Escuela Militar, donde también se encuentra la sede de la Academia Militar de Venezuela. Como EFOFAC la institución empieza a gozar de mayor prestigio, resultando una de las elecciones favoritas de los aspirantes a oficiales en Venezuela.
El 3 de septiembre de 2010 el entonces presidente Hugo Chávez, decreta la creación de la Universidad Militar Bolivariana de Venezuela (UMBV), con la intención de unificar todas las instituciones de educación superior de carácter militar de Venezuela, incluyendo las cuatro principales academias y escuelas de los cuatro componentes que integran la Fuerza Armada Nacional, esto bajo el Decreto Presidencial N° 7.662, publicado en Gaceta Oficial de la República Bolivariana de Venezuela N° 379.228, de fecha viernes 3 de septiembre de 2010, en ese decreto la EFOFAC, empieza a formar parte de la UMBV, y también se establece el cambio de denominación, dejando de llamarse Escuela de Formación de Oficiales de las Fuerzas Armadas de Cooperación (EFOFAC), y pasando a ser la Academia Militar de la Guardia Nacional Bolivariana (AMGNB).

## Directores
Desde 1938 cuando comenzó la Escuela de Guardia Civil y de Investigación ha tenido los siguientes directores:
| N.º | Grado            | Nombres y Apellidos       | Inicio | Fin  | Tiempo como Director |
| --- | ---------------- | ------------------------- | ------ | ---- | -------------------- |
| 1   | Teniente Coronel | José Briceño Machado      | 1938   | 1942 | 4 Años               |
| 2   | Capitán          | Oscar Tamayo Suárez       | 1946   | 1948 | 2 Años               |
| 3   | Mayor            | Carlos Luis Araque        | 1948   | 1949 | 1 Año                |
| 4   | Mayor            | Raúl Antonio Crossy Roa   | 1949   | 1950 | 1 Año                |
| 5   | Mayor            | Miguel Ángel Nieto Bastos | 1950   | 1952 | 2 Años               |
| 6   | Mayor            | Carlos Luis Araque        | 1952   | 1953 | 1 Año                |

Luego en 1954 cuando cambia el nombre a Escuela de Formación de Oficiales de las Fuerzas Armadas de Cooperación (EFOFAC)
| N.º | Grado              | Nombres y Apellidos               | Inicio | Fin  | Tiempo como Director |
| --- | ------------------ | --------------------------------- | ------ | ---- | -------------------- |
| 7   | Teniente Coronel   | Miguel Ángel Nieto Bastos         | 1953   | 1957 | 4 Años               |
| 8   | Teniente Coronel   | José A Paredes Maldonado          | 1957   | 1958 | 1 Año                |
| 9   | Coronel            | Adolfo Ramírez Torres             | 1958   | 1962 | 4 Años               |
| 10  | Coronel            | Carlos Manuel Gámez Calcaño       | 1962   | 1965 | 3 Años               |
| 11  | Coronel            | Jesús Ovidio Martínez Gómez       | 1965   | 1966 | 1 Año                |
| 12  | Coronel            | José Olivo Flores                 | 1966   | 1970 | 4 Años               |
| 12  | General De Brigada | José Olivo Flores                 | 1970   | 1971 | 1 Año                |
| 13  | General De Brigada | Jesús María León Silva            | 1971   | 1973 | 2 Años               |
| 14  | General De Brigada | Héctor Juan Tosta Salas           | 1973   | 1975 | 2 Años               |
| 15  | General De Brigada | Lucio Mario Bruni Celli           | 1975   | 1979 | 4 Años               |
| 16  | General De Brigada | Pedro Elías Dávila Fernández      | 1979   | 1981 | 2 Años               |
| 17  | General De Brigada | Jesús Vargas Chirinos             | 1981   | 1982 | 1 Año                |
| 18  | General De Brigada | Luis Eduardo Altuna Poleo         | 1982   | 1983 | 1 Año                |
| 19  | General De Brigada | José Ángel Marchena Acosta        | 1983   | 1984 | 1 Año                |
| 20  | General De Brigada | Florentino Galaviz Jara           | 1984   | 1985 | 1 Año                |
| 21  | General De Brigada | Miguel Armando Márquez Fernández  | 1985   | 1987 | 2 Años               |
| 22  | General De Brigada | Fredis Ventura Maya Cardona       | 1987   | 1988 | 1 Año                |
| 23  | General De Brigada | José Vicente Leccia Madrid        | 1988   | 1989 | 1 Año                |
| 24  | General De Brigada | José Francisco Rendón Reyes       | 1989   | 1990 | 1 Año                |
| 25  | General De Brigada | Valmores Rodríguez Larez          | 1990   | 1992 | 2 Años               |
| 26  | General De Brigada | Pedro Manuel Gámez Arévalo        | 1992   | 1993 | 1 Año                |
| 27  | General De Brigada | Fran Briceño Gil                  | 1993   | 1994 | 1 Año                |
| 28  | General De Brigada | Rubén Darío Méndez Arteaga        | 1994   | 1994 |                      |
| 29  | Coronel            | Carlos Alberto Márquez Moros      | 1994   | 1994 |                      |
| 30  | General De Brigada | Vassily Katosky Flores Villalobos | 1994   | 1995 | 1 Año                |
| 31  | General De Brigada | José María Jiménez Méndez         | 1995   | 1996 | 1 Año                |
| 32  | General De Brigada | Augusto César Vera Lozada         | 1996   | 1997 | 1 Año                |
| 33  | General De Brigada | Ramón Antonio Rodríguez Mayol     | 1997   | 1998 | 1 Año                |
| 34  | General De Brigada | José Alberto Ramírez Vivas        | 1998   | 2000 | 2 Años               |
| 35  | General De Brigada | Manuel Vicente Naveda Leira       | 2000   | 2002 | 2 Años               |
| 36  | General De Brigada | Wilfredo Barroso Herrera          | 2002   | 2003 | 1 Año                |
| 37  | General De Brigada | Jorge Enrique Gutiérrez Romero    | 2003   | 2004 | 1 Año                |
| 38  | General De Brigada | Viviam Antonio Durán García       | 2004   | 2005 | 1 Año                |
| 39  | General De Brigada | Fredis Alonso Carrión             | 2005   | 2007 | 1 Año                |
| 40  | General De Brigada | Jorge Enrique González Arriaza    | 2007   | 2010 | 3 Años               |

Con la creación de la Universidad Militar Bolivariana de Venezuela, se cambia el nombre de la Institución a Academia Militar de la Guardia Nacional Bolivariana (*AMGNB) y desde entonces los directores han sido:
| N.º | Grado               | Nombres y Apellidos              | Inicio | Fin  | Tiempo como Director |
| --- | ------------------- | -------------------------------- | ------ | ---- | -------------------- |
| 41  | General de Brigada  | Jorge Enrique González Arreaza   | 2010   | 2011 | 1 año                |
| 42  | General de Brigada  | Danilo Enrique Tello Yaguaramay  | 2011   | 2013 | 2 años               |
| 43  | General de Brigada  | Kevin Nicolás Cabrera Romero     | 2013   | 2015 | 2 años               |
| 44  | General de División | Kevin Nicolás Cabrera Romero     | 2015   | 2016 | 1 año                |
| 45  | General de Brigada  | Winder Enrique González Urdaneta | 2016   | 2018 | 2 años               |
| 46  | General de Brigada  | Danny Ramón Ferrer Sandrea       | 2018   | 2019 | 1 año                |
| 47  | General de Brigada  | José Alfredo Rivera Bastardo     | 2019   | 2020 | 1 año                |
| 48  | General de Brigada  | Luis Adolfo Rosales Molina       | 2020   | 2021 | 1 año                |
| 49  | General de Brigada  | Jonás Gerardo Páez Cabrera       | 2021   | 2022 | 1 año                |
| 50  | General de Brigada  | Félix Manuel Arnos Rodríguez     | 2022   | 2923 | 1 año                |
| 51  | General de Brigada  | Denny Román Ferrer Sandrea       | 2023   | -    | Actual director      |

## Institución
Se caracteriza por la formación militar de jóvenes cadetes durante 4 años. Ofrece la carrera de Ciencias y Artes Militares Opción Guardia Nacional, mención: Administración Pública. Los cadetes egresan como oficiales de la Fuerza Armada Nacional Bolivariana, con el grado de Teniente de la Guardia Nacional Bolivariana y el título de Licenciado en Ciencias y Artes Militares Opción Guardia Nacional.

### Dirección
El Director de la Academia Militar de la Guardia Nacional Bolivariana, es responsable ante la Universidad Militar Bolivariana de Venezuela y de la Comandancia General de la Guardia Nacional Bolivariana a través del Comando de las escuelas, por el cumplimiento de los objetivos por parte de la Institución. Actualmente la academia es dirigida por el General de Brigada Félix Manuel Arnos Rodríguez, mientras que el subdirector es el Coronel Francisco Moreno y en la Dirección de Estudios el Coronel Ándres Chacín.

### Deportes
La institución ofrece las siguientes actividades deportivas: béisbol, fútbol, voleibol, baloncesto, tenis de mesa, equitación, lucha libre, sofból, natación, ajedrez, karate, fútbol sala, maratón, triatlón, pentatlón, esgrima, gimnasia y atletismo.

### Extensión cultural
La institución ofrece las siguientes actividades culturales: grupo de teatro, estudiantina, coral, capella, música, grupo de gaita, desarrollo personal, idiomas, guías de museos, cátedra bolivariana, ortografía y redacción, viverismo, informática, fotografía, medios de comunicación y banda de guerra.

### Servicios
La institución ofrece los siguientes servicios: biblioteca, comedor, cafetín (casino de cadetes), librería, proveeduría estudiantil, laboratorio de informática, servicio gratuito de Internet, transporte, seguro estudiantil, residencia femenina, residencia masculina, servicio médico-odontológico, programas de mejoramiento académico, becas deportivas y becas salario.

## Cadetes de la AMGNB

### Jerarquías de los Cadetes de la AMGNB
La jerarquía de los cadetes de la AMGNB se basa en una serie de requisitos como son el tiempo, las capacidades y los logros individuales del cadete. La categoría de cadete se adquiere una vez que los aspirantes aprueban una serie de pruebas las cuales se denominan: periodo propedéutico que consta de 15 días el cual en caso de reprobar no son admitidos en la academia y periodo de adiestramiento que consta de 3 meses. Las jerarquías varían según el año que cursa el cadete, y las distinciones varían según el año y los méritos. Estas distinciones van desde distinguido, pasando por brigadier y Alférez hasta llegar a Alférez mayor, sin embargo esta jerarquización no es general, si no que está limitada para los mejores en sus respectivas promociones, compañías, cuadrillas o pelotones.
A continuación se describe la jerarquización y la simbología de los grados de los cadetes de la AMGNB:
- Un (01) Alférez Mayor por promoción
- Un (01) Alférez auxiliar por cada Compañía o Escuadrilla.
- Un (01) Brigadier Mayor por promoción.
- Un (01) Primer Brigadier o Brigadier primero por cada Compañía o Escuadrilla de Cadetes del curso general.
- Un (01) Segundo Brigadier por cada pelotón o sección de Cadetes del curso general.
- Un (01) Brigadier por cada escuadra o patrulla de Cadetes del curso general.
- Un (01) Distinguido por cada sección académica de los cursos de primero y segundo año.

| Primer Año | Distinción/Jineta |
| ---------- | ----------------- |
|            |                   |
|            |                   |
| Capona     | Distinguido       |

| Segundo Año | Distinción/Jineta |
| ----------- | ----------------- |
|             |                   |
|             |                   |
| Capona      | Distinguido       |

| Tercer Año | Distinción/Jineta | Distinción/Jineta | Distinción/Jineta | Distinción/Jineta |
| ---------- | ----------------- | ----------------- | ----------------- | ----------------- |
|            |                   |                   |                   |                   |
|            |                   |                   |                   |                   |
| Capona     | Brigadier         | Segundo Brigadier | Primer Brigadier  | Brigadier Mayor   |

| Cuarto Año | Distinción/Presilla | Distinción/Presilla | Distinción/Presilla |
| ---------- | ------------------- | ------------------- | ------------------- |
|            |                     |                     |                     |
|            |                     |                     |                     |
| Capona     | Alférez             | Alférez Auxiliar    | Alférez Mayor       |

### Código de Honor del Cadete de la AMGNB
El código de honor trata sobre los principios y valores fundamentales que rigen a los cadetes dentro y fuera del instituto, el código está cargado de gran sentido patrio, y dice lo siguiente:

Artículo 1:Cumpliré y defenderé la constitución, las leyes de la República y la Institucionalidad Democrática.

Artículo 2:Con sacrificio de la vida si es necesario participaré en la defensa Nacional para garantizar la integridad y la libertad de la República, legado de nuestros libertadores.

Artículo 3:Me comprometo que el honor ha de ser mi principal divisa.

Artículo 4:Mis primeras armas son la persuasión, el prestigio y la Fuerza Moral.
 
Artículo 5:Seré digno sin bajeza, prudente sin debilidad y firme sin violencia en el cumplimiento de mis deberes y derechos.

Artículo 6:Portaré con orgullo, marcialidad hidalguía y decoro el uniforme de la escuela.
 
Artículo 7:Mi norte diario será mi preparación intelectual y moral.

Artículo 8:Seré culto en el trato, respetuoso con el superior, atento con el subalterno, severo en la disciplina e irreprochable en mi conducta.
 
Artículo 9:Amaré a Dios, a mi patria, a mi institución Guardia Nacional y a mi familia, sobre todas la cosas.

Artículo 10:Elegido mi futuro, acepto el compromiso y me propongo con toda libertad a cumplirlo.

## Himno de la AMGNB
Himno de la Academia Militar de la Guardia Nacional Bolivariana

Letra: Héctor Villalobos

Música: Pedro Elías Gutiérrez

Coro
Defendamos la patria sagrada

A la sombra del Libertador

Conservemos la guardia inviolada

Y en la mano la cruz de la espada

Y en el pecho la cruz del honor.

I
Seamos firmes en nuestras labores

Encendidas de vida y acción

Destaquemos los nobles ardores

Que ofrecemos con fiel devoción

Al jurar los valientes colores

Desplegados en nuestro pendón.

II
Amparemos los gestos rotundos

Del labriego que ansió febril

Va sembrando los suelos fecundos

Bajo un cielo de sol y añil

Y que surja en los Surcos profundos

La dorada promesa de abril.

III
Derrumbemos rebeldes el muro
  
Que levantó la insidia falaz  

Emanadas en núcleo seguro 
 
Bajo un cálido ambiente de paz  

Y marchemos en pro del futuro  

Con las vidas unidas de paz